# Iwan Nikołow (piłkarz)
Iwan Nikołow (mac. Иван Николов, ur. 17 lutego 2002 w Sztipie) – północnomacedoński piłkarz grający na pozycji defensywnego pomocnika, w północnomacedońskim klubie Bregałnica Sztip oraz reprezentacji Macedonii Północnej. Wychowanek Bregałnicy Sztip i Akademiji Pandew, w swojej karierze grał w zespołach seniorskich tychże, oraz Wardarze Skopje.